# 波尼科維齊亞
50°3′4″N 25°2′53″E / 50.05111°N 25.04806°E
波尼科維齊亞（烏克蘭語：Пониковиця），是烏克蘭西部的村莊，隸屬利維夫州的佐洛奇夫區。該村始建於1511年，面積3.53平方公里，海拔高度322米，人口1,390，人口密度每平方公里443.59人。